# Tricesimo
Tricesimo is een gemeente in de Italiaanse provincie Udine (regio Friuli-Venezia Giulia) en telt 7471 inwoners (31-12-2004). De oppervlakte bedraagt 17,5 km², de bevolkingsdichtheid is 430 inwoners per km².
De volgende frazioni maken deel uit van de gemeente: Ara Grande, Ara Piccola, Felettano, Fraelacco, Leonacco.

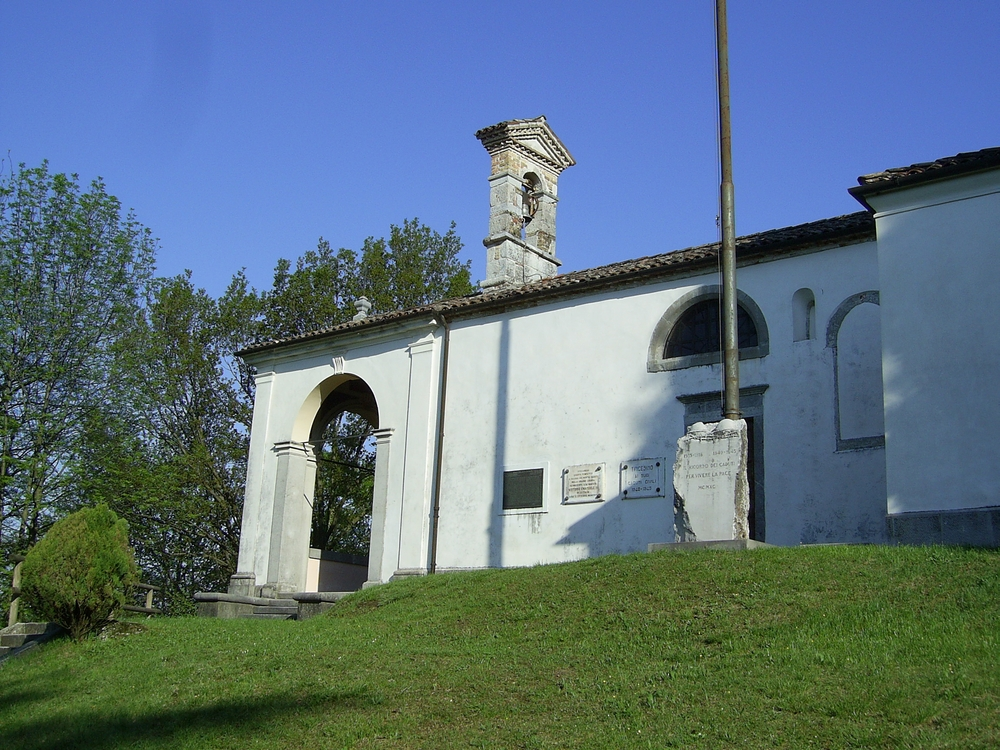
Kerk van San Pietro, Tricesimo
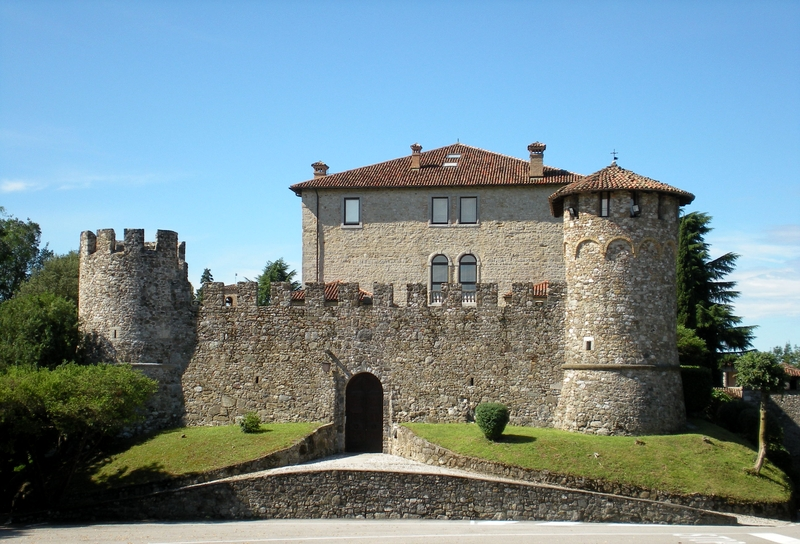
Kasteel van Tricesimo

## Demografie
Tricesimo telt ongeveer 3127 huishoudens. Het aantal inwoners steeg in de periode 1991-2001 met 6,5% volgens cijfers uit de tienjaarlijkse volkstellingen van ISTAT.
| Jaar | Inwoneraantal |
| ---- | ------------- |
| 1991 | 6861          |
| 2001 | 7305          |

## Geografie
De gemeente ligt op ongeveer 199 m boven zeeniveau.
Tricesimo grenst aan de volgende gemeenten: Cassacco, Colloredo di Monte Albano, Pagnacco, Reana del Rojale, Tarcento, Tavagnacco, Treppo Grande.